# Fritz Oertel
Fritz Oertel (eigentlich Albrecht Friedrich Maximilian; * 25. Juli 1866 in Bautzen (Sachsen); † 1927 in Dresden) war ein deutscher Jurist (Landrichter) und Schriftsteller.

## Leben
Fritz Oertel war der Sohn von Max Oertel, Regierungsassessor in Bautzen und später Geheimer Rat in Dresden.

Berufliche Stationen
Oertel absolvierte Ostern 1887 das Vitzthumsche Gymnasium zu Dresden, studierte (nach Ableistung seiner Militärpflicht in Freiburg i/Br.) in Jena und Leipzig die Rechte (Jura) und trat 1893 in den Sächsischen Staatsdienst ein. 1902 wurde er Landrichter und nahm schon im Frühjahr 1908 seinen „Abschied“. Er war bereits seit 1903, angeregt durch ausgedehnte Reisen, feuilletonisch tätig gewesen (Reise nach den Kanarischen Inseln), aber auch als justizpolitischer Schriftsteller (über Alkoholismus und Criminalität …).

Leben als Schriftsteller
Fritz Oertel ging längere Zeit nach Rom und Neapel und wurde anlässlich der Erdbebenkatastrophe von Messina als Mitarbeiter an das Kaiserliche Konsulat zu Palermo berufen.
Nach Beendigung dieser Hilfsaktion lebte er bis Ende 1911 in Hamburg und Dresden und zog von da nach Bayern (München-Pasing und Tegernsee), um sich ganz dem schriftstellerischen Beruf zu widmen. Hier entstanden 1913 Fontana Trevi (Roman) sowie Richter und Welt.
Der Erste Weltkrieg unterbrach diese Arbeit. In einem Brief im Mai 1915 schrieb er an Eduard Zarncke (Literarisches Centralblatt für Deutschland), dass er seine Arbeit an der „Schönen Literatur“ (Buchbesprechungen) wieder aufnehmen möchte. Er war mit dem Einrichten einer „Lesehalle“ für die Truppen „in Ruhestellung“ beauftragt.
Nach dem Krieg zog Oertel wieder nach Dresden und wendete sich erneut an Eduard Zarncke. Er wollte nach seiner Entlassung aus dem Heeresdienst wieder schriftstellerisch tätig werden. In dieser Zeit entstand auch seine Novelle Die goldene Schale (1920).
In Dresden lernte er Josefa Elstner kennen und hielt mit ihr Vorträge über Alte deutsche und englische Volksballaden.

Familie
Fritz Oertel war seit 1908 (nach Scheidung seiner ersten Ehe) mit Claire geb. Maaß, einer Rheinländerin, verheiratet und lebte 1913 am Tegernsee in Oberbayern.
Um 1925 heiratete er zum dritten Mal, die „Vortragskünstlerin“ (Märchenerzählerin) und Schriftstellerin Josefa Elstner und zog zu ihr nach Dresden.
Schon einige Jahre später starb Fritz Oertel überraschend mit 61 Jahren (1927). In seinem Nachlass fand sich ein Manuskript über eine Tragikomödie: Richter (oder Ein arm Ding), die seine Frau, Josefa Elstner-Oertel, vervollständigte.

## Werke (Auswahl)
- Alkoholismus und Criminalität im Landgerichtsbezirk Dresden während des Jahres 1900.
  - von Herrn Assessor F. Oertel. In: Allgemeine Zeitschrift für Psychiatrie und ihre Grenzgebiete, 1902.
  - von Landrichter F. Oertel in Dresden. In: Zeitschrift für Medizinalbeamte, 1902.
- Reise nach den Kanarischen Inseln. Foerster & Borries, Zwickau 1907.
- Die Opiumhöhle, Erzählung. In: Jugend, Münchner illustrierte Wochenschrift für Kunst und Leben. Band 17, 1912, Seite 1328–1332 (Digitalisat)
- Fontana Trevi, Roman. Hans Sachs-Verlag, München 1913, (digitalisiert 2021 von der Dt. National-Bibliothek in Leipzig).
- Richter und Welt. Aus der Reihe Probleme unserer Zeit Nr. 9, Hans Sachs-Verlag, München 1913.
- Die goldene Schale, Novellen. Laube, Dresden 1920
- Richter. Eine Tragikomödie in 3 Akten und einem Zwischenakt. Nach hinterlassenem Manuskript von Fritz Oertel, vervollständigt von Josefa Elstner-Oertel,[9] Dresden.